# Alfredo Campos
Alfredo de Araújo de Almeida Campos (Viseu, a 8 de abril de 1847 — outubro de 1906) foi um escritor português.

## Biografia
Alfredo de Campos nasceu em Viseu a 8 de abril de 1847, filho de José Maria de Araújo e Campos, juiz de direito na comarca de Santa Comba Dão, e de sua esposa Maria da Conceição Almeida Araújo e Campos.
Foi colaborador em diversas revistas e jornais, e foi autor de diversas obras, desde a poesia ao teatro, passando pelo romance. Colaborou e administrou a revista literária República das Letras (1875), dirigida por João Penha, de que saíram três números.  Faleceu em outubro de 1906.

## Obras
- 1866 - Amélia: drama em dois actos
- 1866 - Poesias
- 1867 - Luz e sombras : poesias
- 1871--1872 - O operário : semanário de literatura e ciências dedicado à memória de Luís Augusto Rebelo da Silva
- 1872 - Nunca mais: romance original
- 1873 - A Filha do Cabinda (eBook)
- 1874 - A cruz de brilhantes: crónica de aldeia
- 1877 - A mulher forte : conferências (tradutor)
- 1880 - O trabalho : conferência feita em 26 de Dezembro de 1879 na Sociedade Democrática Recreativa de Braga
- 1880 - A leitura dos Lusíadas : aguarelas
- 1885 - A jurity: romance original: cenas do Rio de Janeiro
- 1885 - Princípios elementares de corografia portuguesa para as aulas de instrução primária
- 1887 - Gramática francesa elementar conforme o último programa dos liceus
- 1887--1888 - O Ateneu: boletim mensal, literário, artístico e noticioso
- 1889 - História pitoresca : palavras e frases célebres
- 1889 - Deveres do homem
- 1890 - A missão da mulher
- 1890 - Os meus filhos
- 1894 - O infante navegador: poemeto (eBook)
- 19-- - Algumas noções da língua e literatura portuguesa...
- 19-- - A terrina: comédia em 1 acto (tradutor)
- 19-- - Os presentes: comédia em 1 acto
- ???? - A Fadazinha (tradutor)
- ???? - Um como há muitos
- ???? - Um livro íntimo
- 1904 - Felicidade pela Família